# Orlovskij rajon (Oblast' di Kirov)
L'Orlovskij rajon (in russo Орловский район?) è un rajon dell'oblast' di Kirov, nella Russia europea, il cui capoluogo è Orlov. Istituito nel 1929, ricopre una superficie di 1989 chilometri quadrati.